# Šalom
To je članek o hebrejski besedi. Za judovski dnevnik, ki izhaja v Turčiji, glej Şalom.
Šalom (שָׁלוֹם) je hebrejska beseda, ki pomeni mir, popolnost in blaginjo. Med Judi je uporabljena tudi za pozdrav in odzdrav. Beseda je pogosto uporabljena v frazah in osebnih imenih Judov. 

## Frazemi
Pogosto uporabljene fraze, nanašujoče se na izraz:
- Šalom aleichem (hebrejsko שָׁלוֹם עֲלֵיכֶם); bodi dobro, mir s teboj.
- V evangelijih Jezus pogosto uporablja frazo »Mir s teboj«, v prevodu Šalom aleichem.
- Šalom (kot samostojna beseda); v moderni hebrejščini uporabljena kot pozdrav.
- Šabat Šalom (hebrejsko שַׁבָּת שָׁלוֹם); pozdravna oblika, uporabljena v času šabata.